# Wola Roźwienicka
Wola Roźwienicka – wieś w Polsce położona w województwie podkarpackim, w powiecie jarosławskim, w gminie Roźwienica.

## Części wsi
| SIMC    | Nazwa       | Rodzaj    |
| ------- | ----------- | --------- |
| 0610810 | Dół         | część wsi |
| 0610827 | Góra        | część wsi |
| 0610833 | Leśniczówka | część wsi |

## Historia
Wola Roźwienicka istniała już w XV w. stanowiąc własność Jana Gołuchowskiego herbu Leliwa, który był także właścicielem Roźwienicy. W XVI w. stanowiła własność Jana Kostki, wojewody sandomierskiego i właściciela Jarosławia. Następnie wieś należała kolejno do córek Jana Kostki - Katarzyny z Kostków Sieniawskiej i Anny z Kostków Ostrogskiej. Wieś położona w powiecie przemyskim, była własnością Eufrozyny Wolskiej i Jana Wojakowskiego, została spustoszona w czasie najazdu tatarskiego w 1672 roku. 
W XIX w. i na początku XX w. dobra tabularne (grunty szlacheckie) w Woli Roźwienickiej należały do rodziny Dzieduszyckich. Według powszechnego spisu ludności przeprowadzonego 30 września 1921 r. liczba ludności Woli Roźwienickiej wynosiła 790 osób z czego 341 było wyznania rzymskokatolickiego, 433 wyznania greckokatolickiego, a 16 wyznania mojżeszowego.
W latach 1975–1998 miejscowość administracyjnie należała do województwa przemyskiego.